# 積丹尼
積丹尼 （英語：Dan Jacobson，1960年12月16日—），曾任貝爾實驗室工程師，現為居住在台灣的美國人，持有台灣外國人永久居留證，並非台灣人。

## 話題
他曾經在台灣引起的討論諸如：
- 台灣的中文羅馬拼音問題，力主漢語拼音。
- 鑽究台灣電力公司特有的電力座標，應用於野外求救時的辨位之用。[3]
- 曾建議高速公路的里程牌的小數點里程部份加註公里，且獲得採用（例如：原標明0.8，改為標明100.8（小數點前面的數字縮小一級以利用路人辨識））
- 力主中華民國政府放寬外僑歸化中華民國國籍的限制。
- 找出1999年版的千元新台幣紙鈔上錯印的地球儀。
- 爭取開放外籍人士報考中華民國業餘無線電人員執照及設立業餘無線電台。

## 外部連結
- 積丹尼 （页面存档备份，存于）